# Manchester
Manchester [ménčestər] je mesto v Združenem kraljestvu, ki spada v širšo, istoimensko regijo Veliki Manchester v Severozahodni Angliji. Mesto ima okoli 549.853 prebivalcev (popis 2021), v širšem velemestnem območju, torej Velikem Manchestru, ki je eno od največjih v Združenem kraljestvu, pa po ocenah živi 2.562.200 ljudi.
Zgodovina Manchestra se je začela s civilno naselbino, povezano z rimsko utrdbo (castra) Mamucium ali Mancunium, ustanovljeno okoli leta 79 našega štetja na pečini iz peščenjaka blizu sotočja rek Medlock in Irwell. Skozi srednji vek je Manchester ostal graščinsko okrožje, vendar se je na prelomu 19. stoletja začel širiti "z osupljivo hitrostjo". Eksplozivna rast mesta se je pričela med industrijsko revolucijo z razvojem proizvodnje tekstila, ki je sovpadala s procesom urbanizacije. Manchester tako velja za prvo industrializirano mesto na svetu. Manchester je leta 1853 dosegel status mesta. Manchester Ship Canal je bil odprt leta 1894, s čimer je nastalo pristanišče Manchester in povezalo mesto do Irskega morja, 58 km zahodno. Premoženje mesta se je po drugi svetovni vojni zmanjšalo zaradi deindustrializacije, bombardiranje IRA leta 1996 pa je povzročilo obsežne naložbe in obnovo.
Mesto je znano po svoji arhitekturi, kulturi, glasbenih izdelkih, medijskih povezavah, znanstvenih in inženirskih rezultatih, družbenem vplivu, športnih klubih in prometnih povezavah. Železniška postaja Manchester Liverpool Road je najstarejša ohranjena medmestna potniška železniška postaja na svetu. Na univerzi v Manchestru je Ernest Rutherford leta 1917 prvi razdelil atom; Frederic C. Williams, Tom Kilburn in Geoff Tootill so leta 1948 razvili prvi računalnik s shranjenimi programi na svetu in Andre Geim in Konstantin Novoselov sta leta 2004 prva izolirala grafen.
Kulturni utrip mesta je pričel naraščati v 1990-ih, ko je Manchester veljal za neuradno prestolnico popularne glasbe. V tem obdobju so nastale skupine kot Oasis, Blur in ostale, zaradi številnih norih zabav pa se je mesta prijelo ime Madchester. Manchester je tudi univerzitetno mesto, ki se ponaša z največjo univerzo v državi, ki jo obiskuje okoli 30 tisoč študentov, poleg tega pa ima še četrto največjo univerzo v tej državi.
Mesto je svetovno znano predvsem po dveh nogometnih klubih: United in City, ki nastopata v angleški Premier ligi. Tu domuje tudi kriket klub Lancshire United.

## Toponimija
Ime Manchester izvira iz latinskega imena Mamucium ali njegove različice Mancunio, meščani pa se še vedno imenujejo Mancunijci (/mænˈkjuːniən/). Ta imena naj bi na splošno predstavljala latinizacijo izvirnega britskega imena. Splošno sprejeta etimologija tega imena je, da izvira iz britskega *mamm- ('prsi', v sklicevanju na 'prsim podoben hrib'). Vendar novejše raziskave kažejo, da bi lahko izhajalo iz *mamma ('mati', glede na lokalno rečno boginjo). Obe rabi sta ohranjeni v otoških keltskih jezikih, na primer mam, ki pomeni 'prsi' v irščini in 'mati' v valižanščini. Pripona -chester je iz stare angleščine ceaster ('rimska utrdba', sama izposojenka iz latinščine castra, 'trdnjava; utrjeno mesto').

## Zgodovina

### Zgodnja zgodovina
Briganti so bili glavno keltsko pleme v današnji severni Angliji; imeli so oporišče v kraju na izdanku peščenjaka, na katerem zdaj stoji Manchestrska stolnica, nasproti brega reke Irwell. Njihovo ozemlje se je raztezalo po rodovitni nižini današnjega Salforda in Stretforda. Po rimski osvojitvi Britanije v 1. stoletju je general Agricola leta 79 ukazal gradnjo utrdbe z imenom Mamucium, da bi zagotovil zaščito rimskih interesov v Deva Victrix (Chester) in Eboracum (York) pred Briganti. Osrednji Manchester je od tega časa stalno naseljen. V Castlefieldu je viden stabiliziran fragment temeljev končne različice rimske utrdbe. Rimska poselitev Manchestra se je verjetno končala okoli 3. stoletja; zdi se, da je bila njena civilna naselbina opuščena do sredine 3. stoletja, čeprav je utrdba morda podpirala majhno posadko do poznega 3. ali zgodnjega 4. stoletja. Po rimskem umiku in saški osvojitvi se je težišče poselitve premaknilo na sotočje Irwella in Irka nekje pred prihodom Normanov po letu 1066. Velik del širšega območja je bil opustošen v kasnejšem Harryingu severa.
V Domesday Book iz leta 1086 je Manchester zapisan kot del stote Salforda in ga kot glavnega najemnika drži Norman po imenu Roger iz Poitouja, kasneje pa ga drži družina Grelley, gospodar graščine in prebivalci Manchestra. Manchestrski grad do leta 1215, preden je bila zgrajen dvorec. Do leta 1421 je Thomas de la Warre ustanovil in zgradil kolegijsko cerkev za župnijo, zdajšnjo stolnico v Manchestru; sedež fakultete Chetham's School of Music in Chethamova knjižnica. Knjižnica, ki je bila odprta leta 1653 in je še danes odprta za javnost, je najstarejša brezplačna javna referenčna knjižnica v Združenem kraljestvu.
Leta 1282 je Manchester omenjen kot trg. Okoli 14. stoletja je Manchester prejel dotok flamskih tkalcev, ki so včasih veljali za temelj tekstilne industrije v regiji. Manchester je postal pomembno središče za proizvodnjo in trgovino z volno in lanom ter se do približno leta 1540 razširil in po besedah Johna Lelanda postal »najlepše, najbolje zgrajeno, najhitrejše in najbolj naseljeno mesto v vsem Lancashiru«. Stolnica in Chethamove stavbe so edine pomembne ohranjene iz obdobja Lelandovega Manchestra.
Med angleško državljansko vojno je Manchester močno podpiral interese parlamenta. Čeprav ni bila dolgotrajna, ji je Cromwell podelil pravico do volitev svojega poslanca. Charles Worsley, ki je bil za mesto le eno leto, je bil kasneje imenovan za generalmajorja za Lancashire, Cheshire in Staffordshire med vladavino generalmajorjev. Bil je marljiv puritanec, vrtel je pivnice in prepovedoval praznovanje božiča; umrl je leta 1656.
Znatne količine bombaža so se začele uporabljati po približno letu 1600, najprej v fustianih iz lanu/bombaža, toda okoli leta 1750 so bile proizvedene tkanine iz čistega bombaža in bombaž je po pomembnosti prehitel volno. Irwell in Mersey sta postali plovni leta 1736, s čimer je bila odprta pot od Manchestra do morskih dokov na Merseyju. Prekop Bridgewater, prva v celoti umetna vodna pot v Veliki Britaniji, je bil odprt leta 1761, po njem je premog iz rudnikov v Worsleyju pripeljal v središče Manchestra. Prekop je bil do leta 1776 razširjen do Merseyja pri Runcorn. Kombinacija konkurence in izboljšane učinkovitosti je prepolovila stroške premoga in prepolovila transportne stroške surovega bombaža. Manchester je postal prevladujoča tržnica za tekstil, proizveden v okoliških mestih. Trgovini so pomagala blagovna borza, odprta leta 1729 in številna velika skladišča. Leta 1780 je Richard Arkwright začel graditi prvo bombažno tovarno v Manchestru. V začetku 19. stoletja je John Dalton v Manchestru oblikoval svojo atomsko teorijo.

### Industrijska revolucija
Manchester je bil med industrijsko revolucijo eno od središč proizvodnje tekstila. Velika večina bombaža se je predla v mestih južnega Lancashira in severnega Cheshira, Manchester pa je bil nekaj časa najbolj produktivno središče predelave bombaža.
Manchester je postal znan kot največja svetovna tržnica za bombažne izdelke in so ga v viktorijanski dobi poimenovali Cottonopolis in Warehouse City. V Avstraliji, Novi Zelandiji in Južni Afriki se izraz »manchester« še vedno uporablja za gospodinjsko perilo: rjuhe, prevleke za blazine, brisače itd. Industrijska revolucija je prinesla velike spremembe v Manchestru in je bila ključna za povečanje števila prebivalcev.
Mesto se je začelo širiti »z osupljivo hitrostjo« na prelomu 19. stoletja, ko so se v mesto zaradi dela zgrnili ljudje iz Škotske, Walesa, Irske in drugih delov Anglije kot del procesa nenačrtovane urbanizacije, ki jo je prinesla industrijska revolucija. Razvil je široko paleto industrij, tako da je bil do leta 1835 »Manchester brez izziva prvo in največje industrijsko mesto na svetu«. Inženirska podjetja so sprva izdelovala stroje za trgovino z bombažem, vendar so se razširila v splošno proizvodnjo. Podobno se je kemična industrija začela s proizvodnjo belil in barvil, vendar se je razširila na druga področja. Trgovino so podpirale panoge finančnih storitev, kot sta bančništvo in zavarovalništvo.
Trgovina in prehranjevanje naraščajočega prebivalstva sta zahtevali veliko transportno in distribucijsko infrastrukturo: kanalski sistem je bil razširjen in Manchester je postal en konec prve medkrajevne potniške železnice na svetu – železnice Liverpool in Manchester. Konkurenca med različnimi oblikami prevoza je znižala stroške. Leta 1878 je GPO (predhodnik British Telecom) zagotovil svoje prve telefone podjetju v Manchestru.
Manchestrski ladijski prekop je bil zgrajen med letoma 1888 in 1894, na nekaterih odsekih s kanaliziranjem rek Irwell in Mersey, v dolžini 58 km od Salforda do Eastham Locksa na plimskem Merseyju. To je omogočilo oceanskim ladjam, da so priplule naravnost v pristanišče Manchester. Na obrežju prekopa, tik pred okrožjem, je bilo v Trafford Parku ustvarjeno prvo industrijsko območje na svetu. Velike količine strojev, vključno z obrati za predelavo bombaža, so bile izvožene po vsem svetu.
Manchester, središče kapitalizma, je bil nekoč prizorišče nemirov zaradi kruha in dela ter pozivov k večjemu političnemu priznanju delavskega in netitulnega razreda mesta. Eno takšnih srečanj se je končalo s pokolom v Peterlou 16. avgusta 1819. Tam se je razvila ekonomska šola manchesterskega kapitalizma in Manchester je bil od leta 1838 središče Lige proti koruznemu pravu.
Manchester ima pomembno mesto v zgodovini marksizma in levičarske politike; je predmet dela Friedricha Engelsa Razmere delavskega razreda v Angliji leta 1844; Engels je večino svojega življenja preživel v Manchestru in okolici, in ko je Karl Marx obiskal Manchester, sta se srečala v Chethamovi knjižnici. Ekonomske knjige, ki jih je Marx takrat bral, si lahko ogledate v knjižnici, prav tako pa tudi sedež ob oknu, kjer sta se srečala Marx in Engels. Prvi sindikalni kongres je potekal v Manchestru (na Mechanics' Institute, David Street) od 2. do 6. junija 1868. Manchester je bil pomembna zibelka laburistične stranke in gibanja sufražetk.
Takrat se je zdelo, da je kraj, kjer se lahko zgodi karkoli – novi industrijski procesi, novi načini razmišljanja (Manchestrska šola, spodbujanje proste trgovine in laissez-faire), novi razredi ali skupine v družbi, nove verske ločine in nove oblike organizacije dela. Pritegnila je izobražene obiskovalce iz vseh delov Britanije in Evrope. Pregovor, ki zajame ta občutek inovativnosti, je ostal še danes: »Kar Manchester počne danes, preostali svet počne jutri«. Zlata doba Manchestra je bila morda zadnja četrtina 19. stoletja. Številne velike javne stavbe (vključno mestna hiša v Manchestru) so od takrat. Svetovljansko vzdušje mesta je prispevalo k živahni kulturi, ki je vključevala orkester Hallé. Leta 1889, ko so bili v Angliji ustanovljeni okrožni sveti, je občinsko okrožje postalo okrožje s še večjo avtonomijo.
Čeprav je industrijska revolucija mestu prinesla bogastvo, je velikemu delu prebivalstva prinesla tudi revščino in bedo. Zgodovinar Simon Schama je opozoril, da je bil »Manchester najboljši in najslabši, ki je bil priveden do grozljivih skrajnosti, nova vrsta mesta na svetu; dimniki industrijskih predmestij vas pozdravljajo s stebri dima«. Ameriški obiskovalec, ki je bil odpeljan na črne točke Manchestra, je videl »ubogo, opeharjeno, zatirano, zdrobljeno človeško naravo, lažnive in krvaveče drobce«.
Število bombažnih mlinov v samem Manchestru je doseglo vrh 108 leta 1853. Nato je število začelo upadati in Manchester sta kot največje središče predenja bombaža presegla Bolton v 1850-ih in Oldham v 1860-ih. Vendar pa je to obdobje zatona sovpadlo z vzponom mesta kot finančnega središča regije. Manchester je nadaljeval s predelavo bombaža in leta 1913 je bilo na tem območju predelanih 65 % svetovnega bombaža. Prva svetovna vojna je prekinila dostop do izvoznih trgov. Predelava bombaža v drugih delih sveta se je povečala, pogosto na strojih, proizvedenih v Manchestru. Manchester je močno trpel zaradi velike depresije in temeljnih strukturnih sprememb, ki so začele izpodrivati stare industrije, vključno s tekstilno proizvodnjo.

### Blitz
Tako kot večina Združenega kraljestva je bilo območje Manchestra med drugo svetovno vojno obsežno mobilizirano. Na primer, strokovno znanje in izkušnje pri litju in strojni obdelavi v tovarni lokomotiv Beyer, Peacock & Company v Gortonu so zamenjali za izdelavo bomb; Dunlopova gumarska tovarna v Chorlton-on-Medlocku je izdelovala baražne balone; in tik pred mestom v Trafford Parku so inženirji Metropolitan-Vickers izdelali bombnika Avro Manchester in Avro Lancaster, Ford pa je zgradil motorje Rolls-Royce Merlin za njun pogon. Manchester je bil tako tarča bombardiranja Luftwaffe in proti koncu leta 1940 so potekali zračni napadi na nevojaške cilje. Največji se je zgodil med božičnim napadom v noči z 22. na 23. in 24. december 1940, ko je bilo po ocenah odvrženih 474 ton eksploziva in več kot 37.000 zažigalnih bomb. Uničen je bil velik del zgodovinskega mestnega jedra, vključno s 165 skladišči, 200 poslovnimi prostori in 150 pisarnami. 376 jih je bilo ubitih in 30.000 hiš je bilo poškodovanih. Stolnica, kraljeva borza in dvorana proste trgovine so bile med resno poškodovanimi stavbami; obnova stolnice je trajala 20 let. Skupno je bilo zabeleženih 589 civilistov, ki so umrli zaradi sovražnih dejanj v okrožju Manchester County.

### Po drugi svetovni vojni
Predelava in trgovanje z bombažem sta v mirnem času še naprej upadala in borza se je leta 1968 zaprla. Do leta 1963 je bilo pristanišče v Manchestru tretje največje v Združenem kraljestvu in je zaposlovalo več kot 3000 ljudi, vendar prekop ni mogel sprejeti vse večjih kontejnerskih ladij. Promet se je zmanjšal in leta 1982 so pristanišče zaprli. Težka industrija je v 1960-ih doživela recesijo in se je močno zmanjšala zaradi gospodarske politike, ki ji je sledila vlada Margaret Thatcher po letu 1979. Manchester je med letoma 1961 in 1983 izgubil 150.000 delovnih mest v proizvodnji.
Obnova se je začela v poznih 1980-ih s pobudami, kot so Metrolink, koncertna dvorana Bridgewater, Manchester Arena in (v Salfordu) preimenovanje pristanišča v Salford Quays. Dve kandidaturi za organizacijo olimpijskih iger sta bili del procesa za dvig mednarodne prepoznavnosti mesta.
Manchester ima zgodovino napadov, pripisanih irskim republikancem, vključno z Manchestrskimi mučeniki leta 1867, požigom leta 1920, nizom eksplozij leta 1939 in dvema bombama leta 1992. V soboto, 15. junija 1996, je začasna irska republikanska armada (IRA) izvedla bombni napad v Manchestru, detonacijo velike bombe poleg veleblagovnice v središču mesta. Največja bomba, ki je bila eksplodirana na britanskih tleh, je ranila več kot 200 ljudi, močno poškodovala bližnje stavbe in razbila okna 800 m stran. Stroški takojšnje škode so bili prvotno ocenjeni na 50 milijonov funtov, vendar so jih hitro popravili navzgor. Končno zavarovalnino je znašalo več kot 400 milijonov funtov; veliko prizadetih podjetij si nikoli ni opomoglo od izgube trgovine.

### Od leta 2000
Spodbujena z naložbo po bombnem napadu leta 1996 in s pomočjo XVII. iger Commonwealtha je bilo središče mesta obsežno prenovljeno. Novi in prenovljeni kompleksi, kot sta The Printworks in Corn Exchange, so postali priljubljena območja za nakupovanje, prehranjevanje in zabavo. Manchester Arndale je največje nakupovalno središče v središču Združenega kraljestva.
Veliki mestni deli iz 1960-ih so bili porušeni, na novo razviti ali posodobljeni z uporabo stekla in jekla. Stari mlini so preurejeni v stanovanja. Hulme je bil obsežno prenovljen, zgrajena so bila stanovanja v podstrešju za milijon funtov. 47-nadstropni, 169 m Beetham Tower je bil najvišja stavba v Združenem kraljestvu zunaj Londona in najvišja stanovanjska nastanitev v Evropi, ko je bila dokončana leta 2006. Leta 2018 ga je presegel 201 m South Tower projekta Deansgate Square, tudi v Manchestru. Januarja 2007 je neodvisni igralniški svetovalni odbor izdal dovoljenje Manchestru za izgradnjo edinega super kazina v Veliki Britaniji, vendar so bili načrti februarja 2008 opuščeni.
22. maja 2017 je islamistični terorist izvedel bombni napad na koncertu Ariane Grande v Manchester Areni; bomba je ubila 23 ljudi, vključno z napadalcem, in ranila več kot 800. To je bil najsmrtonosnejši teroristični napad in prvi samomorilski bombni napad v Veliki Britaniji po bombnih napadih v Londonu 7. julija 2005. Povzročil je svetovno obsodbo in prvič po letu 2007 spremenil stopnjo ogroženosti Združenega kraljestva na "kritično".

## Geografija
Na 53°28′0″N 2°14′0″W / 53.46667°N 2.23333°W, 260 km severozahodno od Londona, Manchester leži na skledastem kopnem, ki ga na severu in vzhodu meji na Penine, gorsko verigo, ki poteka po dolžini severne Anglije, na jugu pa Cheshire Plain. Manchester je 56,3 km severovzhodno od Liverpoola in 56,3 km severozahodno od Sheffielda, in je mesto na pol poti med njima. Središče mesta je na vzhodnem bregu reke Irwell, blizu njenega sotočja z rekama Medlock in Irk, in je razmeroma nizko ležeče, saj je med 35 in 42 metri nad morsko gladino. Reka Mersey teče skozi južni predel Manchestra. Velik del ožjega mestnega jedra, zlasti na jugu, je ravninskega in ponuja obsežen razgled iz številnih visokih stavb v mestu na vznožje in barje Penninov, ki so lahko v zimskih mesecih pogosto prekrita s snegom. Geografske značilnosti Manchestra so močno vplivale na njegov zgodnji razvoj kot prvega industrijskega mesta na svetu. Te značilnosti so podnebje, bližina pristanišča v Liverpoolu, razpoložljivost vodne energije iz njenih rek in bližnje zaloge premoga.
Ime Manchester, čeprav se uradno uporablja le za metropolitansko okrožje v širšem Manchestru, se uporablja za druge, širše delitve zemljišč, zlasti v večjem delu okrožja in mestnega območja Velikega Manchestra. Primeri tega so »Manchester City Zone«, »Manchester Post town« in »Manchester Congestion Charge«.
Za namene Urada za državno statistiko je Manchester najbolj naseljeno naselje znotraj mestnega območja Veliki Manchester, tretjega največjega somestja Združenega kraljestva. Obstaja mešanica mestnih in primestnih lokacij z visoko gostoto. Največji odprti prostor v mestu, s približno 260 hektarji, je Heaton Park. Manchester meji na vse strani z več velikimi naselji, razen majhnega dela vzdolž njegove južne meje s Cheshirom. Avtocesti M60 in M56 potekata skozi Northenden oziroma Wythenshawe na jugu Manchestra. Železniške proge vstopajo v mesto iz vseh smeri, glavni cilj pa je postaja Manchester Piccadilly.

### Podnebje
Manchester ima zmerno oceansko podnebje (Köppen: Cfb), tako kot večina Britanskih otokov, s toplimi poletji in mrzlimi zimami v primerjavi z drugimi deli Združenega kraljestva. Poletne dnevne temperature redno presežejo 20 °C, zlasti v juliju in avgustu pogosto dosežejo 25 °C v sončnih dneh. V zadnjih letih so temperature občasno presegle 30 °C. Skozi vse leto so redne, a na splošno rahle padavine. Povprečna letna količina padavin v mestu je 806,6 milimetrov v primerjavi s povprečjem Združenega kraljestva 1125,0 milimetrov, povprečno deževnih dni pa je 140,4 dni na leto, v primerjavi s povprečjem Združenega kraljestva leta 154,4. Manchester ima razmeroma visoko stopnjo vlažnosti in to je skupaj z obilico mehke vode eden od dejavnikov, ki je pripeljal do napredka tekstilne industrije na tem območju. Snežne padavine v mestu niso pogoste zaradi učinka segrevanja mest, vendar West Pennine Moors na severozahodu, South Pennine na severovzhodu in Peak District na vzhodu prejmejo več snega, kar lahko zapre ceste, ki vodijo iz mesta. Vključujejo A62 prek Oldhama in Standedgea, A57, Snake Pass proti Sheffieldu in odsek Pennine na M62. Najnižja kdaj koli zabeležena temperatura v Manchestru je bila 7. januarja 2010 −17,6 °C.

### Zelen pas
Manchester leži v središču zelenega pasu (angleško Green belt), ki se razteza v širša okoliška okrožja. To zmanjšuje širjenje mest, preprečuje nadaljnjo konvergenco mest v somestju, ščiti identiteto obrobnih skupnosti in ohranja bližnje podeželje. Doseže se z omejevanjem neprimerne pozidave na določenih območjih in s strožjimi pogoji za dovoljeno gradnjo.
Ker je mesto že zelo urbano, vsebuje omejene dele zaščitenega zelenega pasu znotraj zelenega območja po celotnem okrožju, z minimalnimi možnostmi za razvoj v Clayton Vale, Heaton Park, Chorlton Water Park skupaj s Chorlton Ees & Ivy Green naravnega rezervata in poplavne ravnice, ki obdaja reko Mersey, kot tudi južno območje okoli letališča Manchester. Zeleni pas je bil prvič sestavljen leta 1961.

## Znamenitosti
Stavbe v Manchestru prikazujejo različne arhitekturne sloge, od viktorijanske do sodobne arhitekture. Razširjena uporaba rdeče opeke je značilna za mesto, katerega večina arhitekture sega v čas, ko je bil svetovno središče za trgovino z bombažem. Tik izven neposrednega mestnega središča je veliko število nekdanjih bombažnih tovarn, od katerih so nekatere od zaprtja ostale skoraj nedotaknjene, medtem ko so bile mnoge preurejene v stanovanjske zgradbe in pisarniške prostore. Manchestrska mestna hiša na Albertovem trgu je bila zgrajena v slogu neogotike in velja za eno najpomembnejših viktorijanskih stavb v Angliji.
Manchester ima tudi številne nebotičnike, zgrajene v 1960-ih in 1970-ih, najvišji je bil stolp CIS v bližini postaje Manchester Victoria, dokler ni bil leta 2006 dokončan stolp Beetham. Slednji ponazarja nov vzpon v stolpnicah. Vključuje hotel Hilton, restavracijo in apartmaje. Največji nebotičnik je zdaj Deansgate Square South Tower, visok 201 meter. Zelena stavba, nasproti postaje Oxford Road, je pionirski okolju prijazen stanovanjski projekt, medtem ko je nedavno dokončan One Angel Square eden najbolj trajnostnih velike zgradbe na svetu.
Nagrajeni Heaton Park na severu mestne četrti je eden največjih občinskih parkov v Evropi, ki pokriva 250 ha parkov. Mesto ima 135 parkov, vrtov in odprtih površin.
Na dveh velikih trgih je veliko javnih spomenikov. Albert Square ima spomenike princu Albertu, škofu Jamesu Fraserju, Oliverju Heywoodu, Williamu Gladstonu in Johnu Brightu. Piccadilly Gardens ima spomenike, posvečene kraljici Viktoriji, Robertu Peelu, Jamesu Wattu in vojvodi Wellingtonskemu. Kenotaf na Trgu svetega Petra je glavni spomenik Manchestra njegovim mrtvim v vojni. Oblikoval ga je Edwin Lutyens in odmeva izvirnik na Whitehallu v Londonu. Spomenik Alanu Turingu v parku Sackville obeležuje njegovo vlogo očeta sodobnega računalništva. Večji kip Abrahama Lincolna, ki ga je izdelal George Gray Barnard na istoimenskem Lincolnovem trgu (ki je stal več let na Platt Fields), sta mestu poklonila zakonca Charles Phelps Taft iz Cincinnatija v Ohiu, da bi obeležili ta del Lancashire je igral v lakoti po bombažu in ameriški državljanski vojni 1861–1865. V bližini letališča Manchester je na ogled Concorde.
Manchester ima šest določenih lokalnih naravnih rezervatov: vodni park Chorlton, Blackley Forest, Clayton Vale in Chorlton Ees, Ivy Green, Boggart Hole Clough in Highfield Country Park.